# Isacco Artom
Isacco Artom (Asti, 31 dicembre 1829 – Roma, 24 gennaio 1900) è stato un diplomatico e politico italiano, divenne il primo ebreo d'Europa ad occupare un alto incarico diplomatico al di fuori del proprio Paese e ricoprì la carica di Senatore del Regno.

## Biografia
Nato da una delle famiglie ebraiche più importanti della città di Asti, intraprese gli studi universitari a Pisa dove venne a contatto con l'ambiente risorgimentale.
Nel 1848, prese parte alla guerra contro l'Austria, arruolandosi nel Battaglione universitario toscano e partecipando alla battaglia di Curtatone e Montanara.
Dopo un periodo di malattia, riprese gli studi universitari presso la facoltà di giurisprudenza a Torino dove si laureò e conobbe Costantino Nigra diventando suo intimo amico.
Tra il 1850 ed il 1859 collaborò alle testate giornalistiche dell'Opinione e del Crepuscolo.
Dopo la sua assunzione presso il Ministero degli esteri, venne chiamato da Cavour, come uomo di fiducia presso la sua segreteria.
Nel 1862 venne inviato a Parigi e nel 1867 a Copenaghen come segretario di Legazione. Rientrò in Italia nel 1870 ricoprendo fino al 1876 la carica di segretario generale del Ministero degli esteri. A seguito della caduta della destra storica e delle conseguenti dimissioni del ministro Emilio Visconti Venosta, si dimise volontariamente dalla carica.
Fu nominato senatore il 15 maggio 1876 e fu considerato uno dei maggiori politici della Destra. Il suo discorso funebre, nell'aula del Senato, fu pronunciato dall'ex ministro Visconti Venosta.